# 中藁科村
中藁科村（なかわらしなむら）は静岡県の中部、安倍郡に属していた村である。現在の静岡市葵区南西部、藁科川中流域にあたる。

## 地理
- 山：高山、ダイラボウ
- 河川：藁科川

## 歴史

### 村名の由来
藁科川中流域に位置したことから。

### 沿革
- 1889年（明治22年）4月1日 - 町村制の施行により、大原村、水見色村、富厚里村、奈良間村、富沢村および相俣村の一部が合併して発足。
- 1955年（昭和30年）6月1日 - 静岡市に編入。同日中藁科村廃止。
- 2005年（平成17年）4月1日 - 静岡市が政令指定都市に移行し、旧村域は葵区となる。